# Ангоме
Ангоме́ (фр. Engomer, окс. Angomèr) — коммуна во Франции, находится в регионе Окситания. Департамент коммуны — Арьеж. Входит в состав кантона Кастийон-ан-Кузеран. Округ коммуны — Сен-Жирон.
Код INSEE коммуны — 09111.

## Население
Население коммуны на 2008 год составляло 275 человек.
| 1962 | 1968 | 1975 | 1982 | 1990 | 1999 | 2008 |
| ---- | ---- | ---- | ---- | ---- | ---- | ---- |
| 286  | 326  | 318  | 321  | 293  | 257  | 275  |

## Экономика
В 2007 году среди 156 человек в трудоспособном возрасте (15—64 лет) 114 были экономически активными, 42 — неактивными (показатель активности — 73,1 %, в 1999 году было 65,5 %). Из 114 активных работали 100 человек (54 мужчины и 46 женщин), безработных было 14 (10 мужчин и 4 женщины). Среди 42 неактивных 7 человек были учащимися или студентами, 24 — пенсионерами, 11 были неактивными по другим причинам.

## Достопримечательности
- Церковь Сен-Сатюрнен (XIX век)
- Часовня Сен-Мишель (XV век)